# Ireneusz Niewiarowski

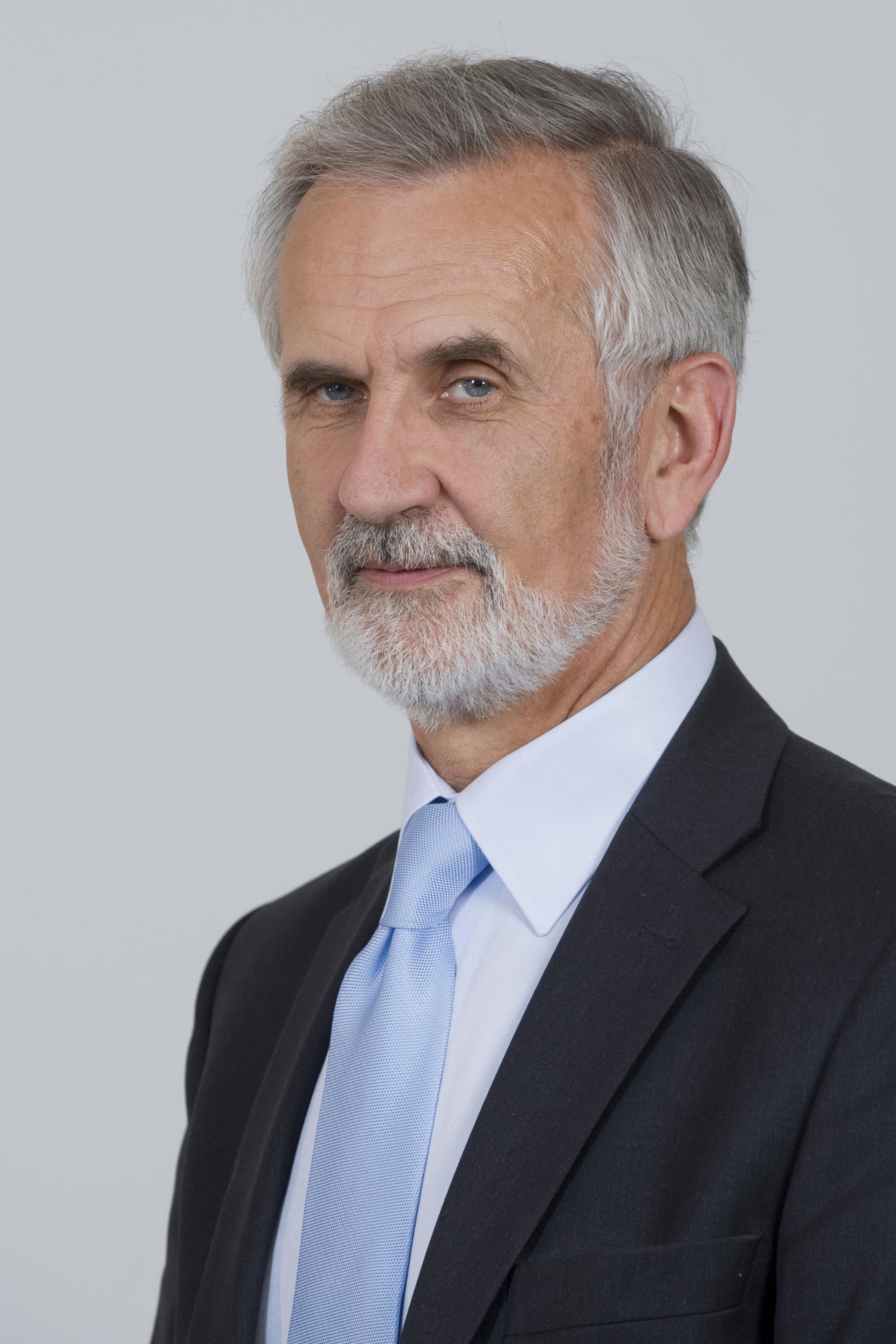
Ireneusz Niewiarowski (2011)

Ireneusz Niewiarowski (* 23. März 1953 in Przedecz) ist ein polnischer Politiker (SLC, AWS, SKL, PO) und 1991 bis 1993 Vorsitzender der Fraktion Konwencja Polska im Sejm. Er gehörte dem Sejm von 1991 bis 1993 und 1997 bis 2005 in der I., III. und IV. Wahlperiode und dem Senat der Republik Polen von 1989 bis 1991 und von 2007 bis 2015 an.

## Leben und Beruf
Ireneusz Niewiarowski, jüngerer Bruder von Wacław Niewiarowski, bewirtschaftete nach dem Schulabschluss in Kłodawa und dem Besuch der Landwirtschaftsschule in Sochaczew einen eigenen Hof in Kłodawa. Er ist seit Mitte der 1990er Jahre Vorsitzender des Verbandes der Dorfvorsteher an dessen Gründung er 1994 beteiligt war.
Niwiearowski ist seit 1988 verheiratet und Vater zweier Töchter (geboren 1989 und 1991).

## Politik
In der Zeit der Volksrepublik war Niewiarowski Mitbegründer der landwirtschaftlichen Abteilung der Solidarność, deren Präsidium er angehörte. Zudem half er beim Aufbau der Gewerkschaft im Salzbergwerk Kłodawa, wo sein Vater und sein Bruder arbeiteten. Nach Verhängung des Kriegsrechts wurde er am 14. Dezember 1981 verhaftet und erst am 2. Juni 1982 aus der Haftanstalt Mielęcin bei Włocławek wieder auf freien Fuß gesetzt. Auch nach der Haftentlassung engagierte er sich oppositionell. Er war Mitorganisator des bäuerlichen Pastoraldienstes und gehörte dem vorläufigen nationalen Rat der Landwirte in der Solidarność an. Bei der Pilgerreise von Johannes Paul II. 1983 nach Polen gehörte Niewiarowski zu den 13 oppositionellen Bauern, die der Papst zu einer Privataudienz empfing.
Als nach den Verhandlungen am Runden Tisch 1989 der wieder errichtete Senat frei gewählt wurde, konnte Niewiarowski für das Wahlkomitee der Solidarność im Wahlkreis Konin ein Mandat erringen. Bei der Parlamentswahl 1991 wurde er als Mitglied der PSL „Solidarność“ (später: Stronnictwo Ludowo-Chrześcijańskie (SLC)) für die bäuerliche Liste Porozumienie Ludowe in den Sejm gewählt. Von 1992 bis zur Auflösung 1997 gehörte er dem Präsidium seiner Partei an. Zudem war er Fraktionsvorsitzender der Konwencja Polska, an der sich seine Partei in der ersten Wahlperiode ab Oktober 1992 beteiligt hatte. Bei der Parlamentswahl 1993 kandidierte er für seine Partei im Rahmen des neuen Wahlbündnisses Katolicki Komitet Wyborczy „Ojczyzna“. Mit 6,4 % der Stimmen scheiterte das Bündnis an der für Wahlbündnisse geltenden 8-%-Hürde. Niewiarowski schied daher aus dem Sejm aus. Als die SLC 1997 sich mit anderen konservativen Parteien zur Stronnictwo Konserwatywno-Ludowe (SKL) vereinigte, wurde auch er Mitglied der neuen Partei. Mit der SKL beteiligte er sich am Wahlbündnis Akcja Wyborcza Solidarność (AWS) und wurde bei der Parlamentswahl 1997 wieder in den Sejm gewählt. Aufgrund des Wahlbündnisses mit der Platforma Obywatelska bei der Parlamentswahl 2001 gehörte er zu den 22 Mitgliedern der SKL in der vierten Wahlperiode des Sejm. Bei der Parlamentswahl 2005 kandidierte er erfolglos für den Senat. 2007 schloss er sich der Platforma Obywatelska an, für die er 2007 und 2011 in den Senat gewählt wurde, aber 2015 die Wiederwahl verpasste. Bei der Parlamentswahl 2019 kandidierte er erfolglos für den Sejm.

## Auszeichnungen
- 2012 Krzyż Wolności i Solidarności[13]
- 2015 Ehrenzeichen für Verdienste um die Kommunalverwaltung[14]
- 2018 Orden des Lächelns[15]
- 2024 Verdienstmedaille der Republik Polen in Silber[16]